# Rio Mucuim
O rio Mucuim é um curso de água que banha o estado do Amazonas, no Brasil.